# Boutadès
Butades ou Boutadès, parfois nommé Dibutades, est un potier de Sicyone ou de Corinthe, qui vivait au VIe siècle av. J.-C.

## Biographie
Pline l'Ancien raconte dans son Histoire naturelle que Callirrhoé, la fille de Boutadès, avait imaginé de tracer avec du charbon de bois l'ombre de son amant, dont le profil était dessiné sur une muraille par la lumière d'une lampe.
Boutades appliqua de l'argile sur ces mêmes traits en observant leurs contours et fit cuire ce profil de terre : ce fut là l'origine de la sculpture en relief. Ce relief fut conservé durant 200 ans au Nymphaeum de Corinthe avant d'être détruit dans un incendie.

## Source
Cet article comprend des extraits du Dictionnaire Bouillet. Il est possible de supprimer cette indication, si le texte reflète le savoir actuel sur ce thème, si les sources sont citées, s'il satisfait aux exigences linguistiques actuelles et s'il ne contient pas de propos qui vont à l'encontre des règles de neutralité de Wikipédia.